# 水中血战
水中血战（俄语：Кровь в бассейне，意為「墨爾本血浴」）是水球歷史上最具爭議的著名比賽，指的是1956年12月6日1956年夏季奥林匹克运动会上，匈牙利男子水球队与苏联男子水球队争夺水球決賽席位的一场比赛。比赛以匈牙利队4:0完胜苏联队告终，赛中多位球员大打出手，导致血流满面。
「水中血战」之名取自媒體拍攝匈牙利水球員扎多尔·埃尔温在血戰之後右眼角流血之場景。比賽發生於匈牙利十月事件之後不久。

## 背景
1956年10月23日布達佩斯發生了一場20万人的大規模集會，目的是反對蘇聯扶持的匈牙利劳动人民党政府。在外界看來，此事可能會導致匈牙利脫離蘇聯的控制。11月1日開始，蘇聯裝甲部隊入侵匈牙利，並在11月4日至11月10日這段時間內，聯合空軍、炮兵等镇压了這場運動。 
起义当时，匈牙利水球隊正在布達佩斯的一个山地训练营受訓。他们能够听见枪声并看见硝烟升起。这支队伍即將參加墨尔本夏季奥运会，此时离奥运会开幕只剩下不到两个月的时间，他们迅速越过国境进入捷克斯洛伐克以免卷入事變。直到这些队员们最后到达澳大利亚的时候，他们才得以了解事變程度之劇，他们都非常焦急地等待親友的消息。

## 奥运会

### 匈牙利水球队
奥运会开始的时候，这场運動已經被残酷地镇压了。這個時候，很多队员将奥运会看成了挽救国家尊严的机会。“我们觉得我们打球不仅仅是为了我们自己，更为了我们的整个国家。”扎多爾在赛后如是说。此时，国际社会也开始觉察到苏联对待匈牙利起义的异常残酷行为，匈牙利奥运队伍无论在哪里比赛都伴隨著观众热烈的欢呼。著名的“水中血战”比赛开始的时候，一群狂热的观众——被逐出国外的匈牙利人——簇拥着前来观看，这群人几天前刚观看了匈牙利拳手保普·拉斯洛在拳击赛场上赢得他的第三块金牌。

### 当天比赛
从一开始，比赛就呈现白热化局面，大量拳打脚踢的身体接触不断出现。匈牙利明星队员扎多爾打入两球，引起了观众的热烈欢呼。以4:0领先进入最后时段，扎多爾因被瓦连京·普罗科波夫打中而被迫退出比赛。扎多爾的受伤突破了情緒早已激化的观众人群的最后一絲忍耐。为了避免骚乱爆发，比赛的最后一分钟被取消，警察进入比赛场地驱散观众人群。扎多爾受伤的照片被各大报纸发往全世界，从而引出了“水中血战”的名字，尽管报道“水球馆的水都被血染红”的说法有誇張的修辭成分。

### 之后比赛
匈牙利人继续在决赛中以2:1击败了南斯拉夫并且赢得了他们奥运会上的第四枚金牌。奥运会后，100人的匈牙利奥运代表团中，有一半人逃往西方國家。

## 相关艺术创作
2006年，为纪念匈牙利十月事件50周年，纪录片《自由的怒吼》（Freedom's Fury）发行，以告诉人们这场比赛的故事。该片由劉玉玲和昆廷·塔伦蒂诺制片，两人称之为“听到过的最好的故事”。马克·施皮茨在片中讲述了这个故事，扎多爾曾是他青少年时的教练。

## 外部連結
- 自由之怒火网站 （页面存档备份，存于）